# Chelidonium instrigosum
Chelidonium instrigosum är en skalbaggsart som beskrevs av Maurice Pic 1937. Chelidonium instrigosum ingår i släktet Chelidonium och familjen långhorningar. Inga underarter finns listade i Catalogue of Life.